# Попов, Александр Иванович (артист цирка)
Александр Иванович Попов (род. 5 сентября 1940) — советский и российский цирковой артист, дрессировщик, народный артист России (1994).

## Биография
Александр Иванович Попов родился 5 сентября 1940 года. Окончил студию клоунады при Московском цирке на Цветном бульваре. 
В 1968 году дебютировал в Туле с дрессированными собаками — сценкой «Приём у доктора Айболита». Клоун-дрессировщик в облике доктора лечил пациентов-животных, прописывая им процедуры и лекарства, а выздоровевшие животные весело исполняли различные элементы дрессировки.
Затем вместе с женой Надеждой Поповой создал новый номер — «Кошкин дом» по мотивам сказки С. Маршака.

### Семья
Жена — артистка цирка Надежда Сергеевна Попова (род. 1947), работала вместе с мужем.
Дочь — артистка цирка Елена Попова (род. 1967).

## Награды и премии
- Лауреат Всесоюзных конкурсов артистов цирка (1970, 1977).
- Заслуженный артист РСФСР (14.02.1980)[2].
- Народный артист России (14.03.1994)[3].

## Фильмография
- 1975—1979 — Дрессировщики (киноальманах, Центрнаучфильм) (фильмы 1, 4, 5) — Александр Попов[4].